# Screamo
Screamo je hudební žánr, který se počátkem 90. let 20. století vyvinul z hardcore punku, konkrétně z emo.
Název screamo pochází z anglického výrazu scream, což znamená křik, jekot, vřískot. 
Ve screamu se využívá technika zpěvu zvaná screaming.
Zajímavé na screamu je, že kapely vyzdvihují ve svých písních problémy jako šikana, úzkost, jen občas společenské problémy, čímž se liší od většiny hudebních stylů. Screamo je tedy spíše vnitřně zaměřený co se textu týče, na rozdíl od jiných stylů hardcore a punk rocku. Žánr se váže na hardcore subkultur emo.

## Hudební skupiny
Mezi hudební skupiny screama se řadí:
- A vain attempt
- Alesana
- Architects
- Asking Alexandria
- Atreyu
- Attack Attack!
- Black Veil Brides
- Bullet For My Valentine
- Circle Takes the Square
- City of Caterpillar
- Escape the Fate
- Falling in Reverse
- Funeral Diner
- Get scared
- Helia
- I Would Set Myself on Fire For You
- Neil Perry
- Orchid
- Pg.99
- Pianos Become the Teeth
- Raein
- The Saddest Landscape
- Sleeping With Sirens
- Saetia
- Snow white's poison bite
- Suis La Lune
- Underoath
- T.E.P
- The Spirit of Versailles
- Bring Me the Horizon
- Dazzle Vision

Avenged sevenfold 